# Cal Llangardaix
Cal Llangardaix és un masia situada al municipi de Llobera, a la comarca catalana del Solsonès.